# چاه بنارد
 چاه بنارد  یا شاه بنارد روستایی از توابع بخش مرکزی شهرستان بستک در غرب استان هرمزگان در جنوب ایران واقع شده‌است.
این روستا در ۳۰ کیلومتری شمال شرقی شهر بستک واقع می‌باشد.

## محدوده چاه بنارد
از شمال جاده گوده بستک، از جنوب زنگارد، از مغرب بست قلات، و از سمت مشرق به ایلود محدود می‌گردد.

## جمعیت
جمعیت این روستا بر اساس سرشماری سال ١٣٩۵ جمعیت آن ١٢۵٣ نفر (٣٣٧ خانوار)
بوده‌است. که از اهل سنت و از شاخه شافعی هستند یعنی از پیروان امام محمد ادریس شافعی می‌باشند و به زبان اچمی تکلم می‌کنند.
دارای لوله‌کشی آب، برق، دبستان پسرانه، دبستان دختران، مدرسه راهنمایی، یک دبیرستان شبانه روزی به نام "قدس" و بانک صادرات است.
چاه بنارد از روستاهای بزرگ و قدیمی منطقه گوده به‌شمار می‌آید.

## پیشینه
پیشینه این روستا به پیش از اسلام می‌رسد و این ده در آنزمان زرتشتی‌نشین و احتمالاً به شاه بنارد معروف بوده‌است. گفته می‌شود که شاه بنارد نام یکی از فرمانروایان محلی زرتشتی بوده‌است.
در بلندی ۵۰۰ متری بر سر تپه‌ای مشرف به این روستا آثار دژی دیده می‌شود که هنوز کمی از برجش پابرجاست. این دژ به نام " قلعه شاه بنارد " معروف است.

## جغرافیای منطقه
روستای چاه بنارد در ده کیلومتری جنوب دِهُنگ واقع شده‌است. رودخانه شور در وسط است. برکه حاجی احمد، برکه عبدالواحد، و برکه بهاء الدین میانه راه چاه بنارد به دهنگ است.
بردکل در شرق چاه بنارد واقع شده، پس از گذر از گردنه کوچکی به کشتزارهای دیم‌کار ۴۰۰ منی (۱۶۰۰ کیلویی) می‌رسیم، و نیز زمین دیم ۵۰۰ من (۲۰۰۰ کیلو) از زمین‌های دشت. برکه ستا گازال در یک کیلومتری جنوب شرقی چاه بنارد حدود ۱۰۰ من (۴۰۰ کیلو) کِشته زمین دیم و شمار کمی هم نخل کهن دارد.
نخلستان مخدان چاه بنارد ۱۵۰۰۰ اصله نخل دیم بسیار مرغوب دارد که متأسفانه در آستانه نابودی قرار گرفته. نخلستان رهو پشتو و برکه سید احمد از قنات فاریاب تغذیه می‌شود که چون آبش شور است تنها برای نخل مناسب است و ۲۰۰۰ اصله نخل آبی را آبیاری می‌کند.

## زیارتگاه‌ها
آرامگاه سید محمد سید منصور که زیارتگاه مردم می‌باشد در این روستا واقع شده، در کنار این آرامگاه مسجد و مهمانخانه ای بزرگ قرار دارد و از قدیم در این مهمانخانه سه وعده غذا به زائران و رهگذران داده می‌شد که این رسم پذیرایی تا امروز همچنان ادامه دارد.
متولیان آرامگاه (زیارت) از احترام وِیژه‌ای برخوردارند، سفره مهمانسراشان همیشه گسترده‌است و کمتر روزی است که از پنجاه نفر کمتر مهمان داشته باشند.
سید محمد سید منصور برادری داشته به نام سید مظفر سید منصور که در دوران جوانی از چاه بنارد به روستای کوخرد کوچیده و در آنجا مکتبخانه ای دایر کرده و به کودکان آموزش دینی می‌داده و در همان‌جا هم به خاک سپرده شده.
آرامگاه سید مظفر سید منصور در دهستان کوخرد و در هزار متری جنوب آرامگاه شیخ عبدالرحمن بزرگ و در محوطهای جداگانه قرار دارد.

## فهرست منابع و مآخذ
- محمدیان، کوخردی، محمد ،  (شهرستان بستک و بخش کوخرد) ، ج۱. چاپ اول، دبی: سال انتشار ۲۰۰۵ میلادی.
- نگاره‌ها از: محمد محمدیان.
- سلامی، بستکی، احمد.  (بستک در گذرگاه تاریخ)  ج۲ چاپ اول، ۱۳۷۲ خورشیدی.
- عباسی، قلی، مصطفی،  «بستک وجهانگیریه»، چاپ اول، تهران : ناشر: شرکت انتشارات جهان معاصر، سال ۱۳۷۲ خورشیدی.
- بالود، محمد.  (فرهنگ عامه در منطقه بستک)  ناشر همسایه، چاپ زیتون، انتشار سال ۱۳۸۴ خورشیدی.
- الکوخردی، محمد، بن یوسف، (کُوخِرد حَاضِرَة اِسلامِیةَ عَلی ضِفافِ نَهر مِهران Kookherd، an Islamic District on the bank of Mehran River) الطبعة الثالثة، دبی: سنة ۱۹۹۷ للمیلاد.
- بختیاری، سعید، ،  «اتواطلس ایران»  ، “ مؤسسه جغرافیایی وکارتگرافی گیتاشناسی، بهار ۱۳۸۴ خورشیدی.
- محمد، صدیق «تارخ فارس» صفحه‌های (۵۰ ـ ۵۱ ـ ۵۲ ـ ۵۳)، چاپ سال ۱۹۹۳ میلادی.